# 岐阜県道358号井尻八百津線
岐阜県道358号井尻八百津線（ぎふけんどう358ごう いじりやおつせん）は岐阜県可児郡御嵩町井尻の国道21号交点から北上して加茂郡八百津町八百津に至る一般県道である。

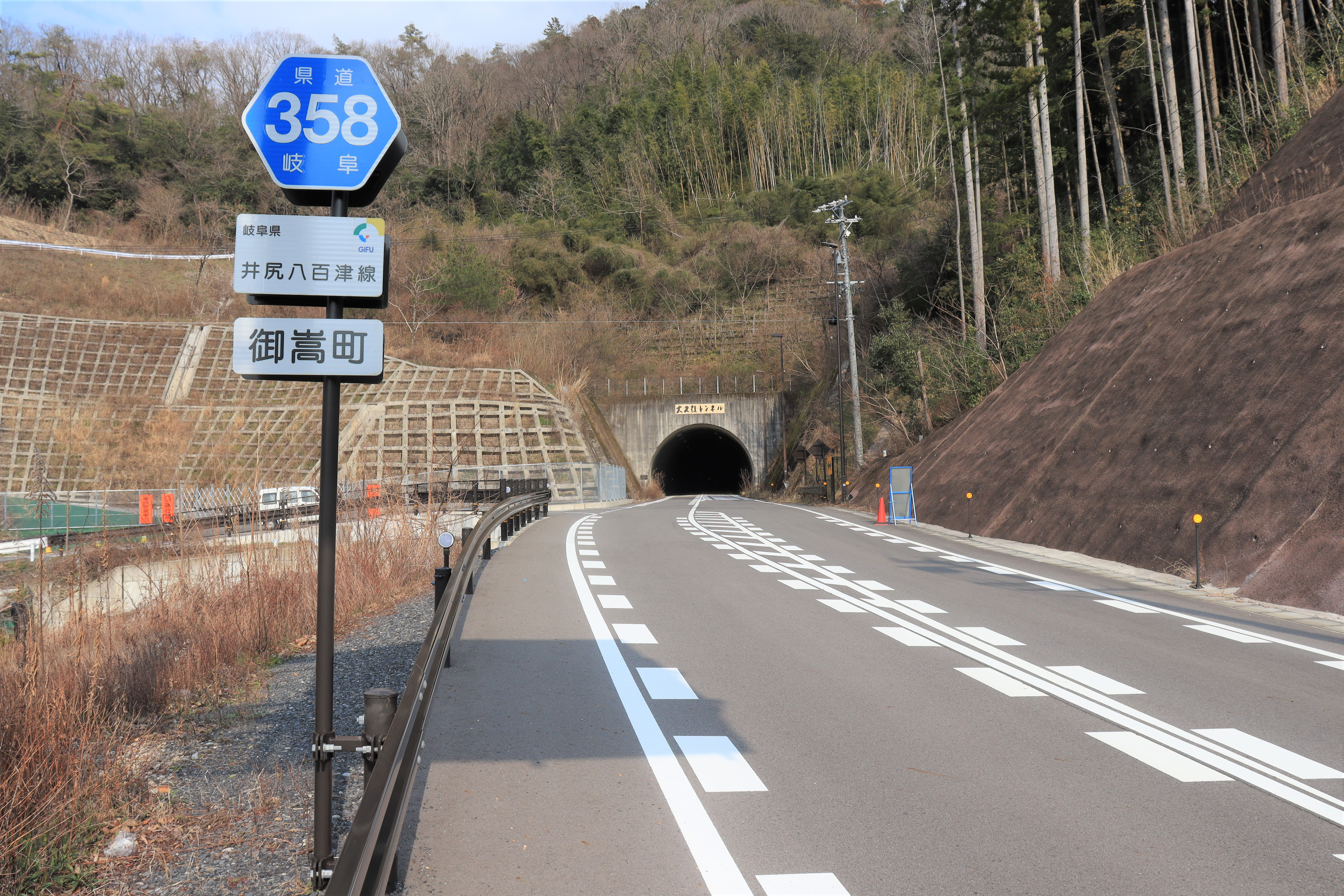
岐阜県道358号井尻八百津線、前方に大久後トンネル（2008年3月完成）、可児郡御嵩町小和沢にて

## 概要
- 新丸山ダム建設事業に伴い、御嵩町小和沢の大久後トンネル（岐阜県道366号飛騨木曽川公園線）から八百津町八百津までの付け替え道路が建設され、2017年（平成29年）10月完成。同時に木曽川に丸山大橋が開通している。旧ルートに架かる小和沢橋は撤去される予定である。

## 重複区間
- 岐阜県道381号多治見八百津線（加茂郡八百津町錦織・八百津町八百津 間）

## 通過する自治体
- 岐阜県
  - 可児郡
    - 御嵩町

  - 加茂郡
    - 八百津町

## 交差・接続する道路
- 国道21号（可児郡御嵩町井尻）
- 岐阜県道366号飛騨木曽川公園線（可児郡御嵩町小和沢）
- 岐阜県道381号多治見八百津線（加茂郡八百津町錦織）
- 国道418号（加茂郡八百津町八百津）

## 周辺
- 丸山ダム
- 蘇水峡